# Levane
Levane (lokale uitspraak: Lèvane) is een plaats (frazione) aan de Ambra in twee Italiaanse gemeenten, te weten Montevarchi en Bucine. De beschermheilige is Sint Maarten aan wie de kerk gewijd is.

## Woonachtig (geweest) in Levane
- Jacopo da Leona (overleden in Volterra, 1277), dichter. Naar hem is de belangrijkste straat genoemd met winkels, bars, (afhaal)restaurants en kantoren waaronder de vertegenwoordiging van de beide gemeenten waar Levane onder valt.
- Marco Maddii (1996/1997), Europees kampioen motocross 2015 in de EMX300-klasse.[1] Hij heeft een aardje naar zijn vaartje die in 1982 het wereldkampioenschap voor Italië in de wacht sleepte.[2]

## Foto's

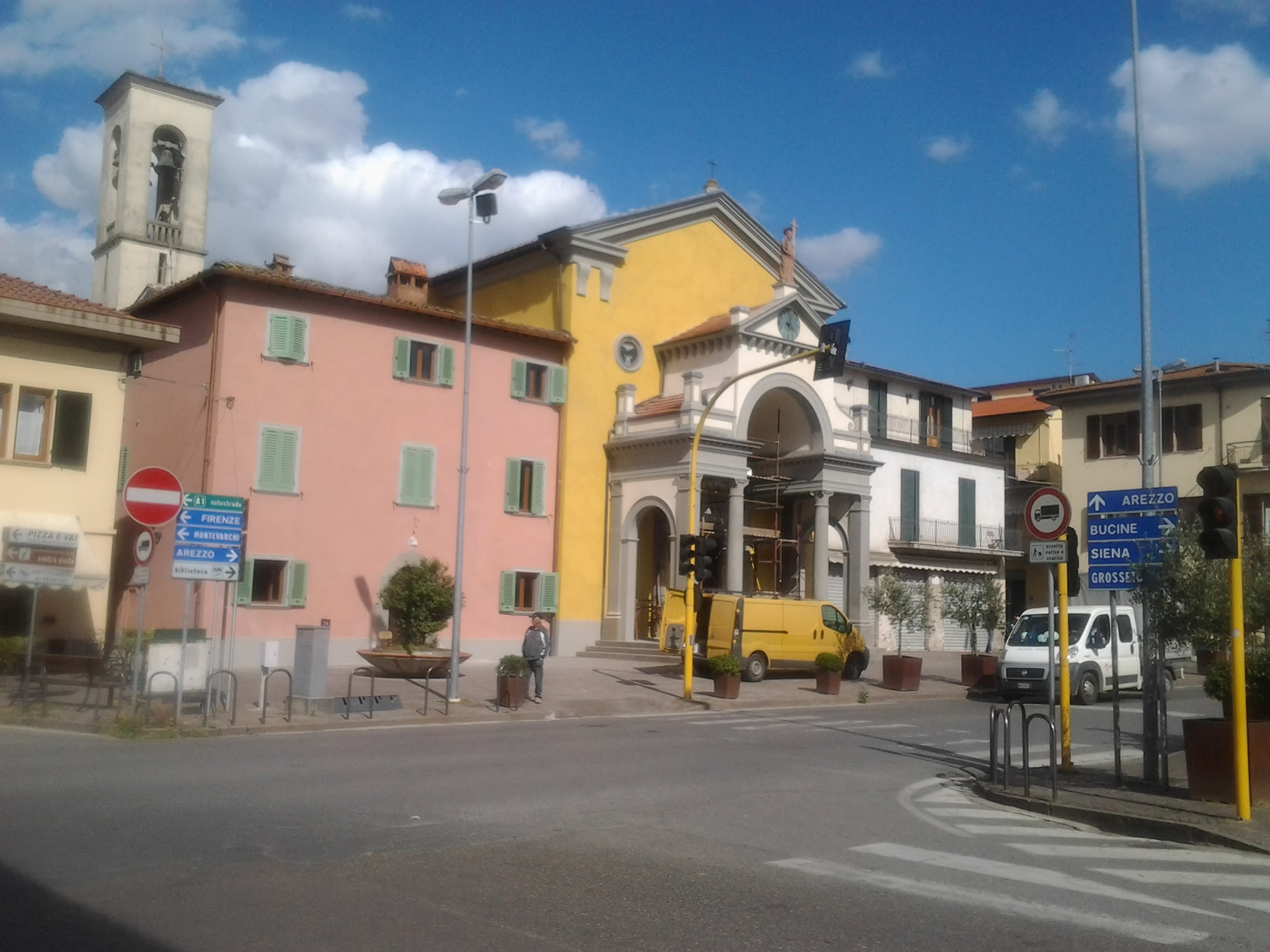
Piazza del Secco met Martinuskerk.
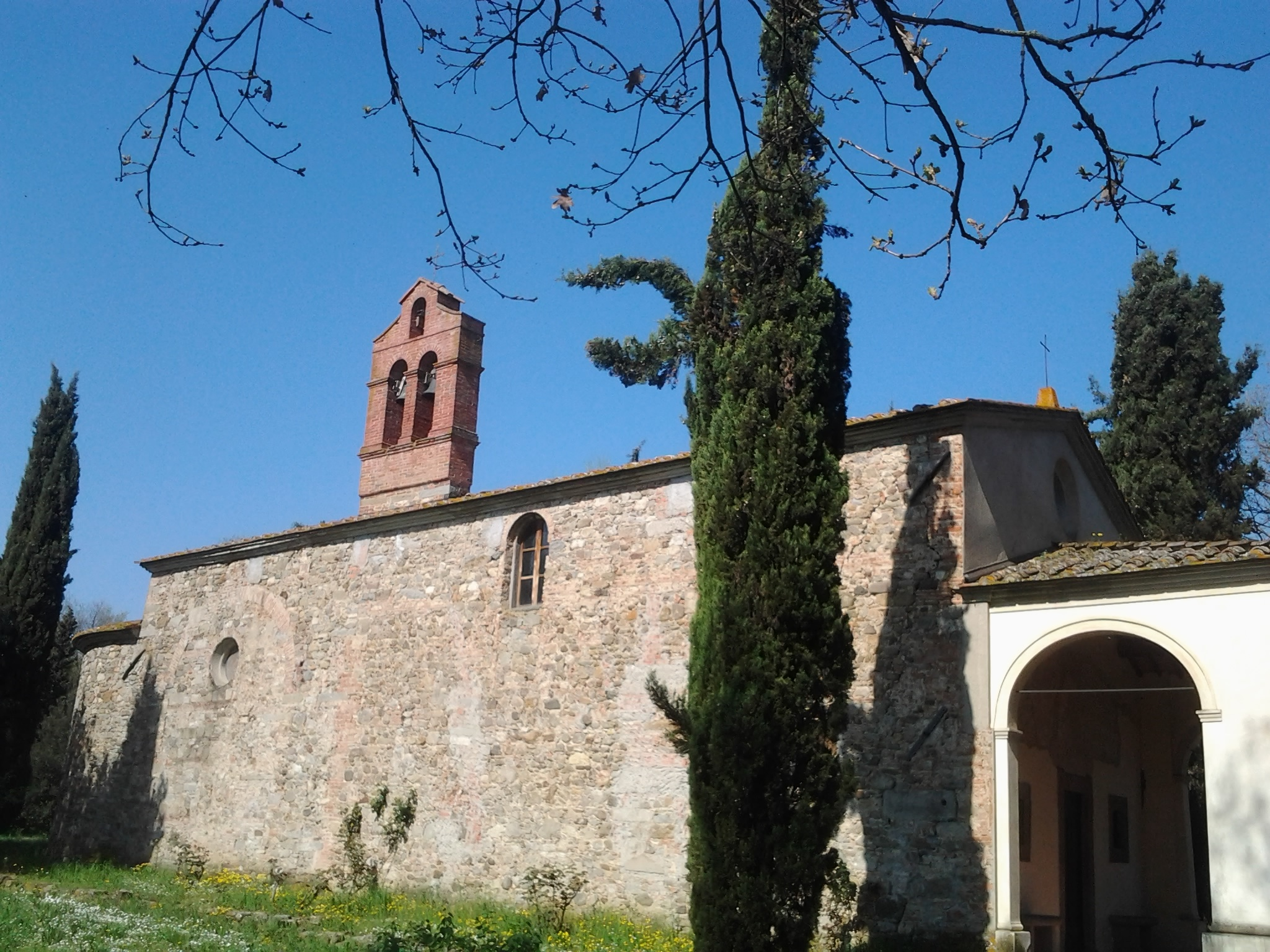
v.l.n.r. achter-, zij- met klokkenspel, voorkant van H. Maria van de bezemstruikkapel.
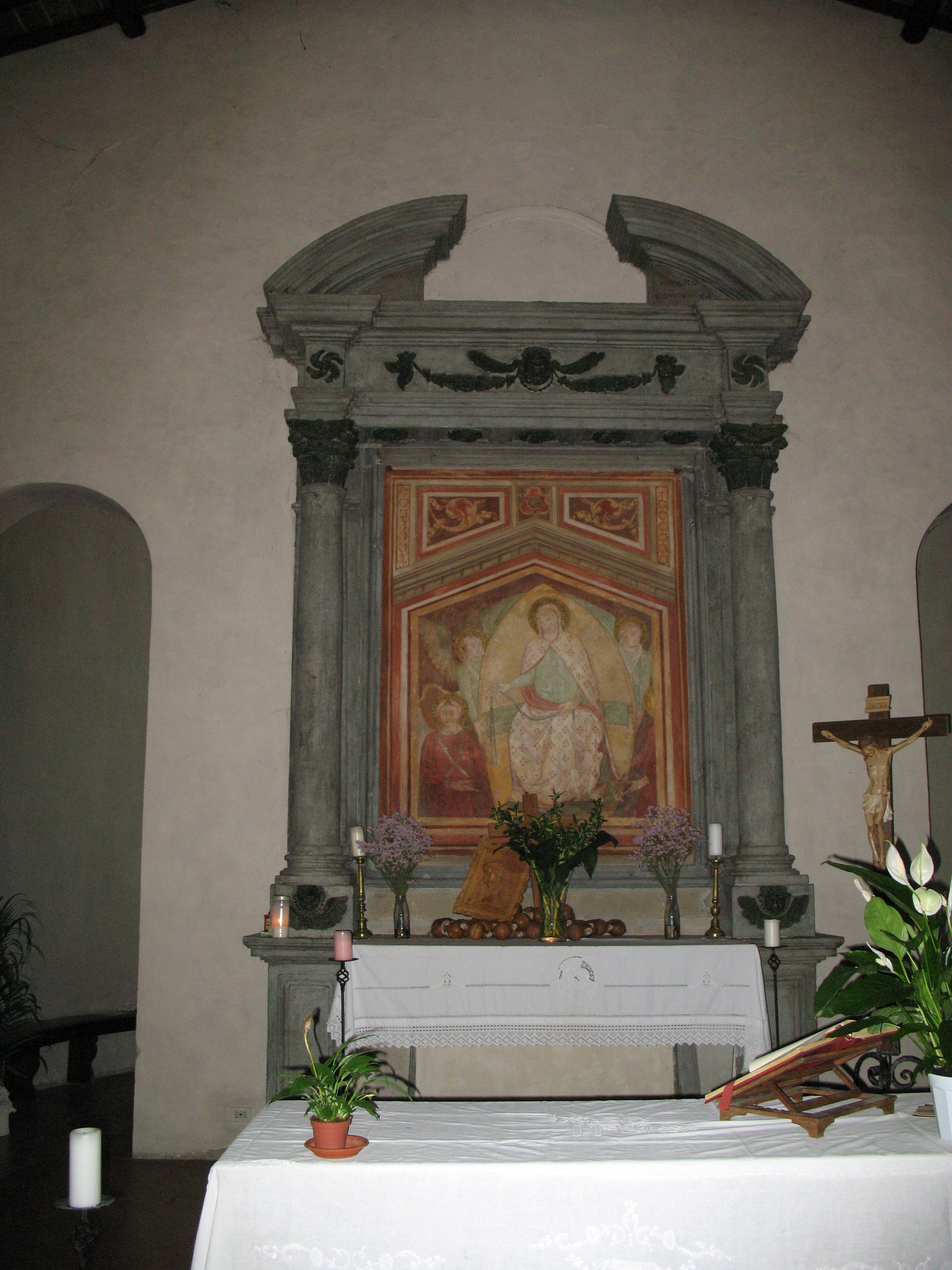
Fresco uit de 13e eeuw in de kapel Santa Maria della Ginestra.
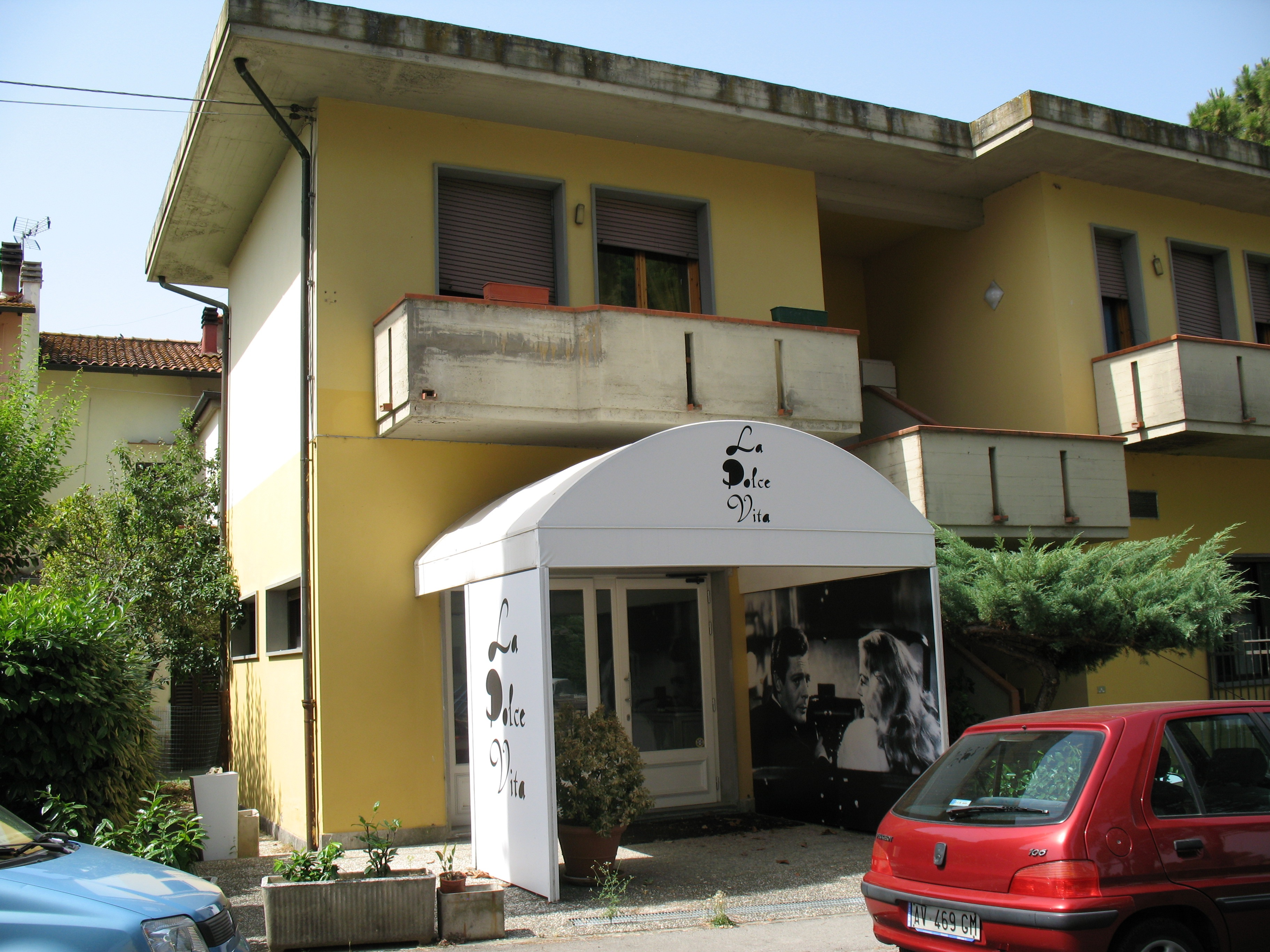
Restaurant in Levane met de naam La Dolce Vita.
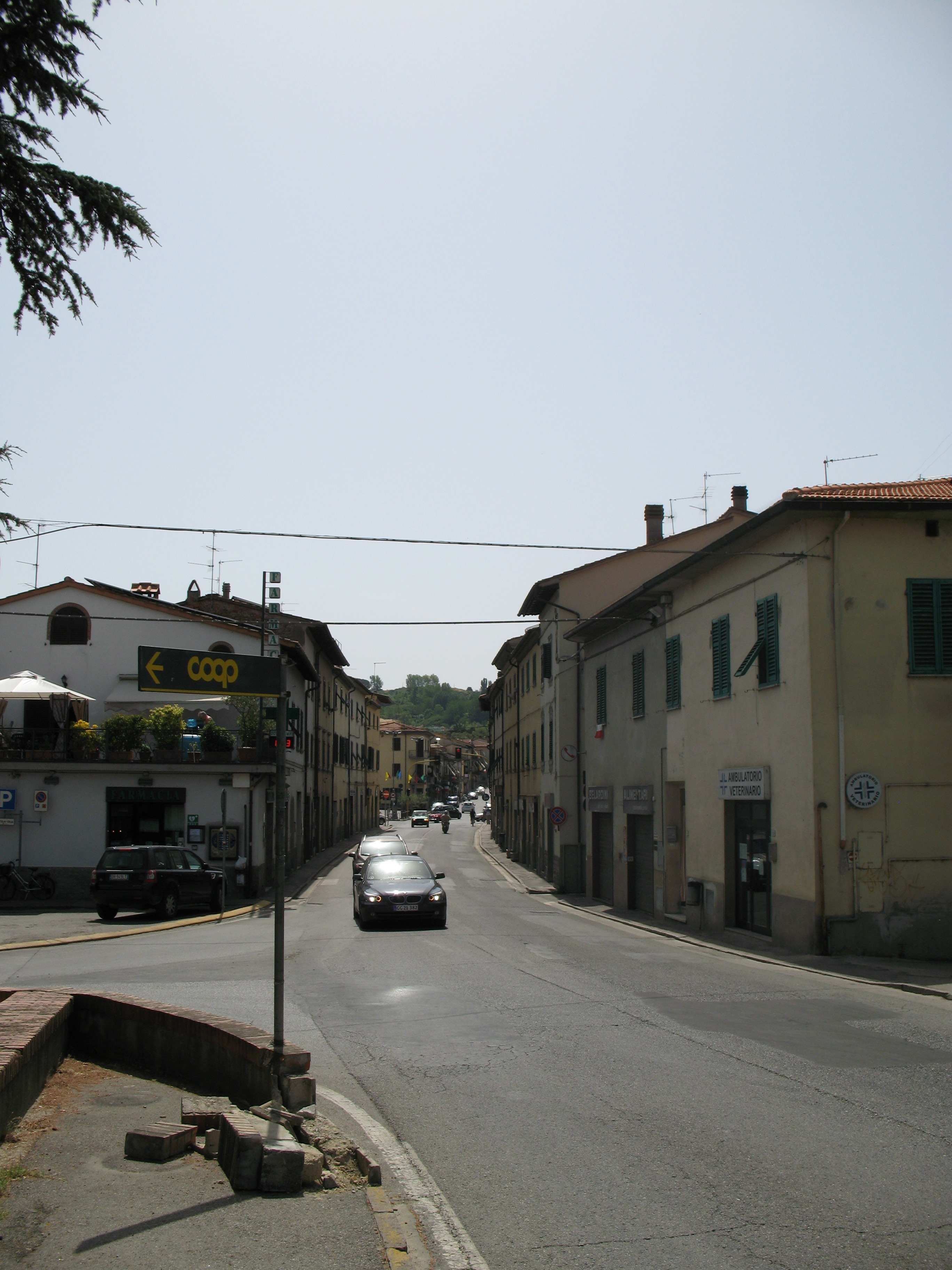
Via Leona gezien vanaf de brug over de beek Ambra.
Energievoorziening door Enel via een dam,